# San Peter (Samedan)

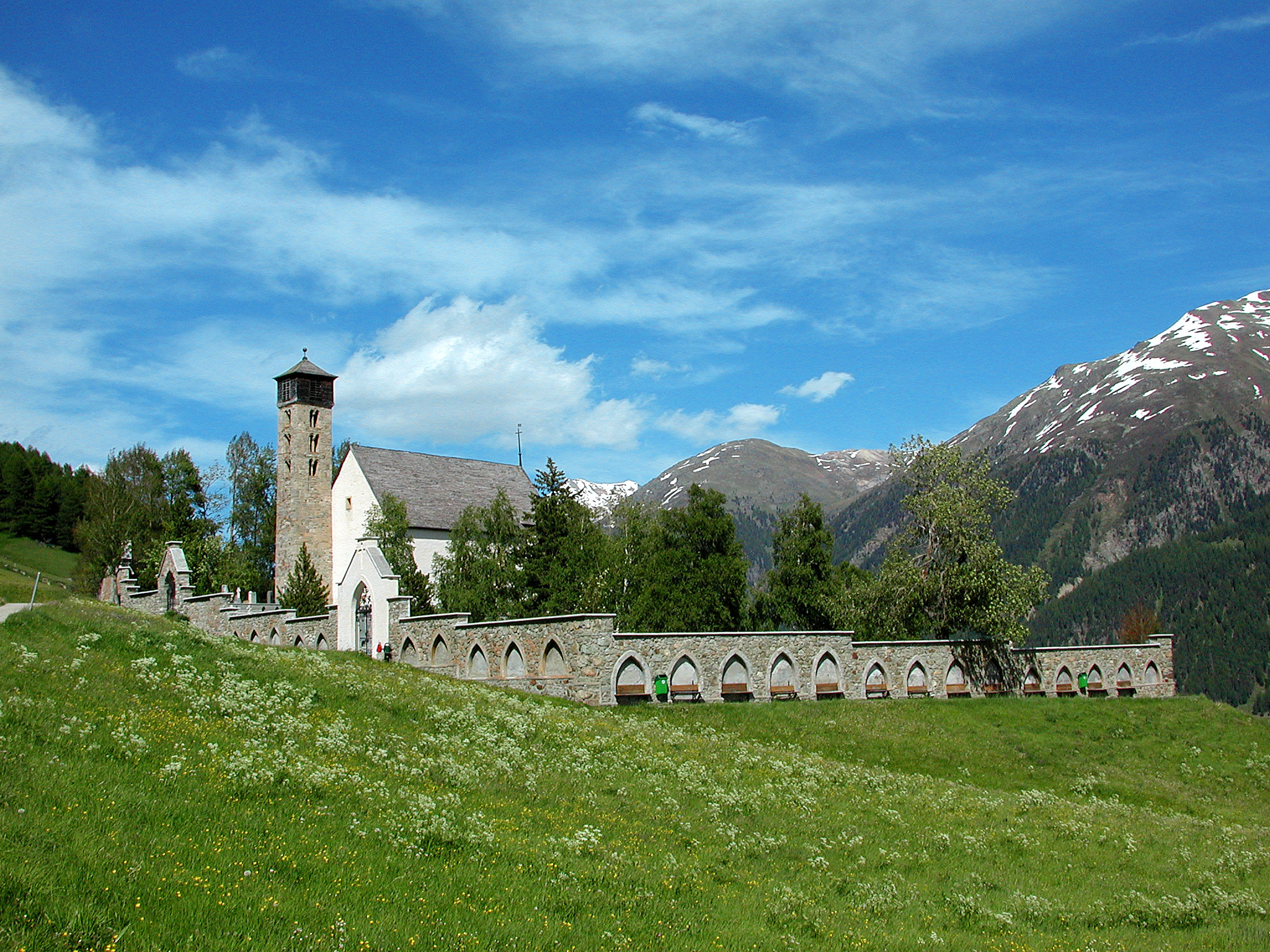
St. Peter in Samedan oberhalb des Dorfes auf freiem Feld

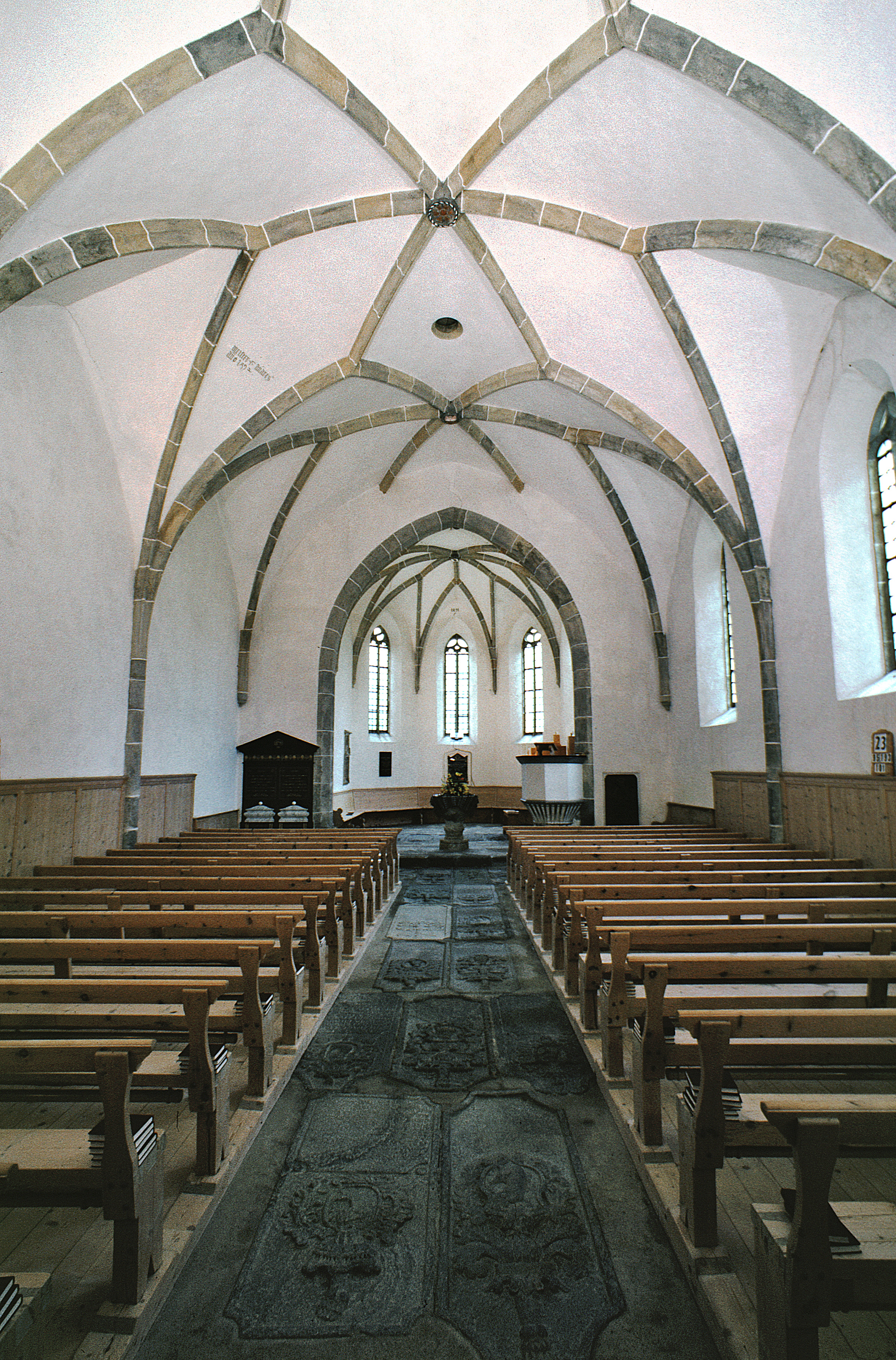
Innenansicht

Die Kirche San Peter (rätoromanisch eigentlich San Peider, doch auch in der alltagssprachlichen Kommunikation in Romanisch vor Ort ist San Peter geläufig) in Samedan im Oberengadin ist ein evangelisch-reformiertes Gotteshaus in Hanglage oberhalb des Dorfes, wo früher die alte Talstrasse verlief und die mittelalterliche Dorfsiedlung zu vermuten ist. San Peter wird vor allem für Hochzeitsfeiern, seltener für Begräbnisse und nur in den Sommermonaten für Sonntagsgottesdienste genutzt. Die reformierte Predigtkirche steht mitten im Dorfzentrum.

## Geschichte
Neben St. Mauritius in St. Moritz und der Reformierte Kirche Zuoz ist die Kirche San Peter in Samedan eine der drei ältesten Tal- und Taufkirchen des Oberengadin. Joos im Historisch-Biographischen Lexikon der Schweiz und Dr. theol. Albert Fischer, Diözesanarchivar des Bistums Chur vermuten, dass San Peter die älteste Pfarrei und Kirche des Oberengadins ist. Eine andere Quelle bezeichnet San Peter als die Urpfarrei im Oberengadin, deren Ursprung im 7./8. Jahrhundert vermutet wird.
Ersturkundlich bezeugt ist die Kirche 1137/1139 im Hochmittelalter in den Gamertinger Urkunden. 2017 wurden bei archäologischen Grabungen Fundamentreste einer Vorgängerkirche mit einem gut 15 m × 7 m grossen, im Grundriss leicht unregelmässigen Kirchenschiff mit lichten Weiten von ca.5.5 m dokumentiert. Diese Kirche war annähernd Nord-Süd (und damit rechtwinklig zum heutigen Kirchenschiff) orientiert. Eine zeitliche Einordnung dieses Vorgängerbaus gestaltete sich schwierig, kann aber zumindest in romanische Zeit datiert werden, allenfalls ist an eine ältere Zeitstellung zu denken. Zu diesem Bau gehörte wohl der noch heute bestehende romanische Turm, erstellt aus ortstypischen Rauwacke Quadern, mit dem gezimmerten Glockengeschoss mit Zeltdach (18. Jhdt.).
Im letzten Jahrzehnt des 15. Jahrhunderts wurden Chor (1491) und Kirchenschiff (1492) durch die Baumeister Steffan Klain  (Chor) und Andreas Bühler (Steinmetz) im spätgotischen Stil neu als kompletter Neubau errichtet und mit einem Satteldach versehen. Mit Teilungsvertrag von 1911 zwischen der politischen Gemeinde Samedan und der reformierten Kirchgemeinde Samedan kam die Kirche samt Turm in Besitz der damaligen reformierten Kirchgemeinde Samedan. 1915–1917 erfolgte eine Renovation der Kirche durch Nicolaus Hartmann, weitere Renovationen gab es 1937, 1973 (aussen) und 2017 eine Gesamtrenovation der Kirche (inkl. Grabungen). Die Grabungen durch den Archäologischen Dienst des Kanton Graubünden sind dokumentiert und publiziert.

## Ausstattung
Der Kirchenraum zeigt Nüchternheit, klare Strukturen und ausgewogene Proportionen. Die Gewölberippen bilden ein Sterngewölbe, dreijochig im Schiff, zweijochig im Chor. An die Ecken des Schiffes stossen alte Wandbänke mit Familienwappen der Familien Planta (Adelsgeschlecht) und Salis (Adelsgeschlecht). An der Nordwand findet sich der Tabernakel mit Masswerkaufsatz mit Steinmetzzeichen von Andreas Bühler. Dort ist auch der Zugang zur Sakristei mit dem Tonnengewölbe und den Rötelininschriften aus dem 16.–19. Jh.
Im Chor erinnert eine schwarze Erinnerungstafel an Jachiam Tütschett Bifrun. Am südlichen Chorbogen steht die Kanzel (1655). Der Taufstein mit geflochtenem Schaftring ist spätgotisch. Das Tuffstein-Portal ist mit einer Heimatstil-Türe (1917) versehen.
In der Kirche sind 34 Grabplatten und drei Epitaphien von in der Kirche begrabenen Persönlichkeiten aus Samedan. Diese hatten u. a. die Stellung eines Landammans oder Richters im Tal und waren in den Drei Bünden und dem Veltlin tätige Staatsmänner. Unter den Begrabenen sind auch zwei Ärzte, ein Konsul, ein Nationalrat, ein Bundespräsidenten (= Haupt des Gotteshausbundes), acht Pfarrer und Hauptleute, die in spanischen oder niederländischen Diensten gestanden hatten. Viele der Persönlichkeiten entstammten den Familien von Planta-Samedan und von Salis-Samedan. Die Lage der Grabplatten ist nicht mit der Lage der Gräber identisch, sondern wurde erst während der Renovation von 1915 so angeordnet.
Die Orgel erbaut 1975 von Th. Kuhn, ist einmanualig mit Pedal und hat fünf Register. Die Schleifladen haben geteilte Schleifen, die Trakturen sind mechanisch; die Pedalkoppel ist als Tritt ausgeführt.
Im Kirchturm hängt eine Glocke (1886) von Gebrüder Theus, Felsberg. Eine frühere Glocke hatte weder Inschriften noch Hinweise auf den Giesser oder das Gussjahr. Ein Gedicht in romanischer Sprache nimmt Bezug auf diese Glocke(n).
An der Nordmauer des Kirchturms steht eine Grabplatte aus der Kapelle San Bastiaun (Samedan).
Der Friedhof, um die Kirche herum mit drei terrassenförmigen Ebenen angelegt, weist weitere Epitaphe Samedaner Geschlechter auf sowie eine Erinnerungstafel an ehemalige, gesundheitlich schwer geschädigte Insassen des Konzentrationslager Mauthausen, welche 1945 durch Vermittlung des Roten Kreuzes Aufnahme im Spital Samedan gefunden hatten und hier verstarben.

## Kirchliche Organisation
Samedan trat 1551 unter Pietro Paolo Vergerio und der Förderung durch Jachiam Tütschett Bifrun und Friedrich von Salis-Soglio (dem Schwiegersohn von Johann Travers) zum evangelischen Glauben über. Erster Pfarrer wurde Johannes Maria von Cläven. Die Kirche San Peter gehörte der Kirchgemeinde Samedan und demzufolge innerhalb der evangelisch-reformierten Landeskirche Graubünden zum Kolloquium VII Engiadin’Ota-Bregaglia-Poschiavo-Sursès. Seit 2017 gehört Samedan zur Evangelisch-reformierten Kirchgemeinde Oberengadin (romanisch: Baselgia evangelica-refurmeda Engiadin’Ota), umgangssprachlich Refurmo genannt.

## Bilder

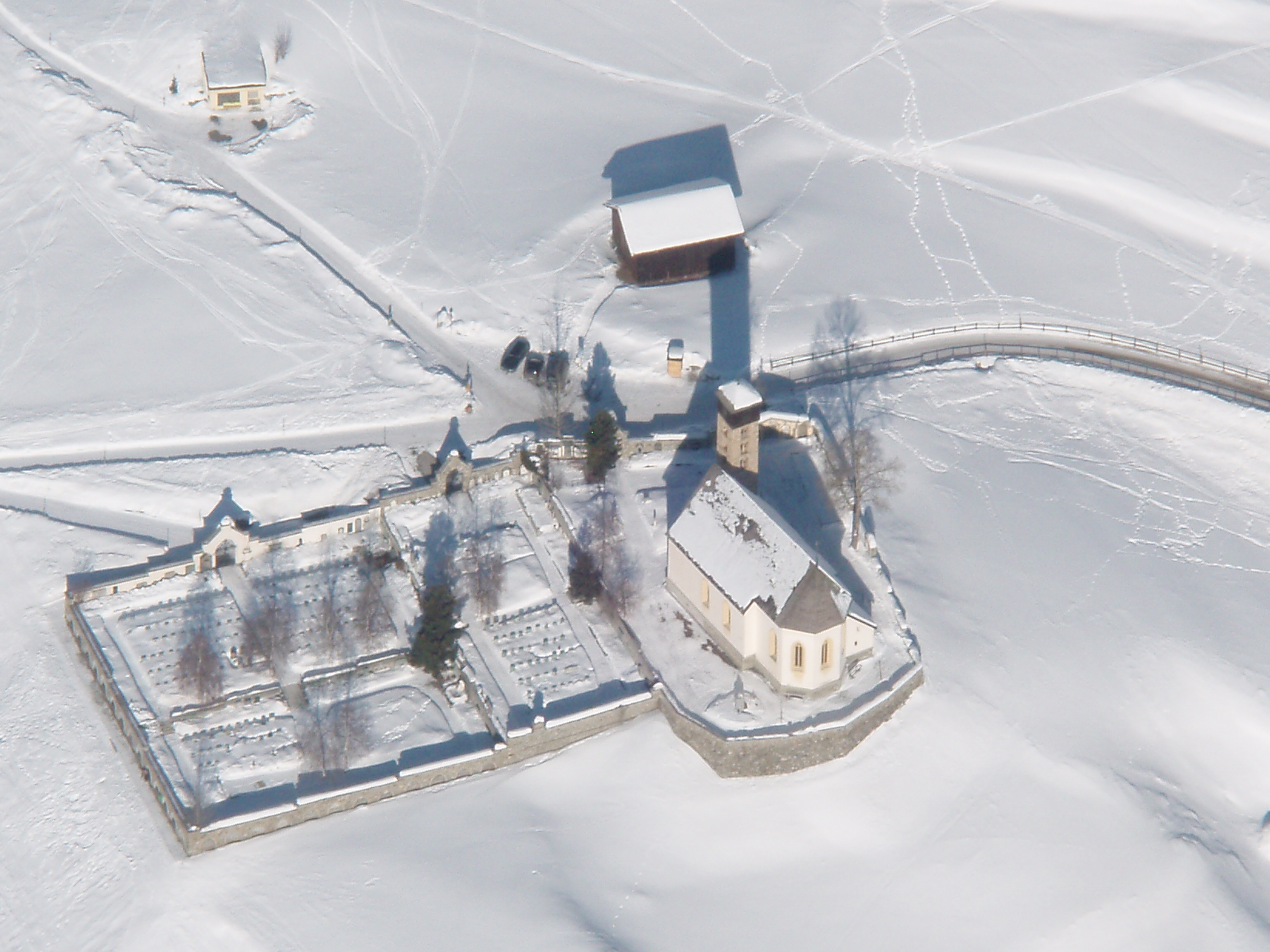
Luftbild
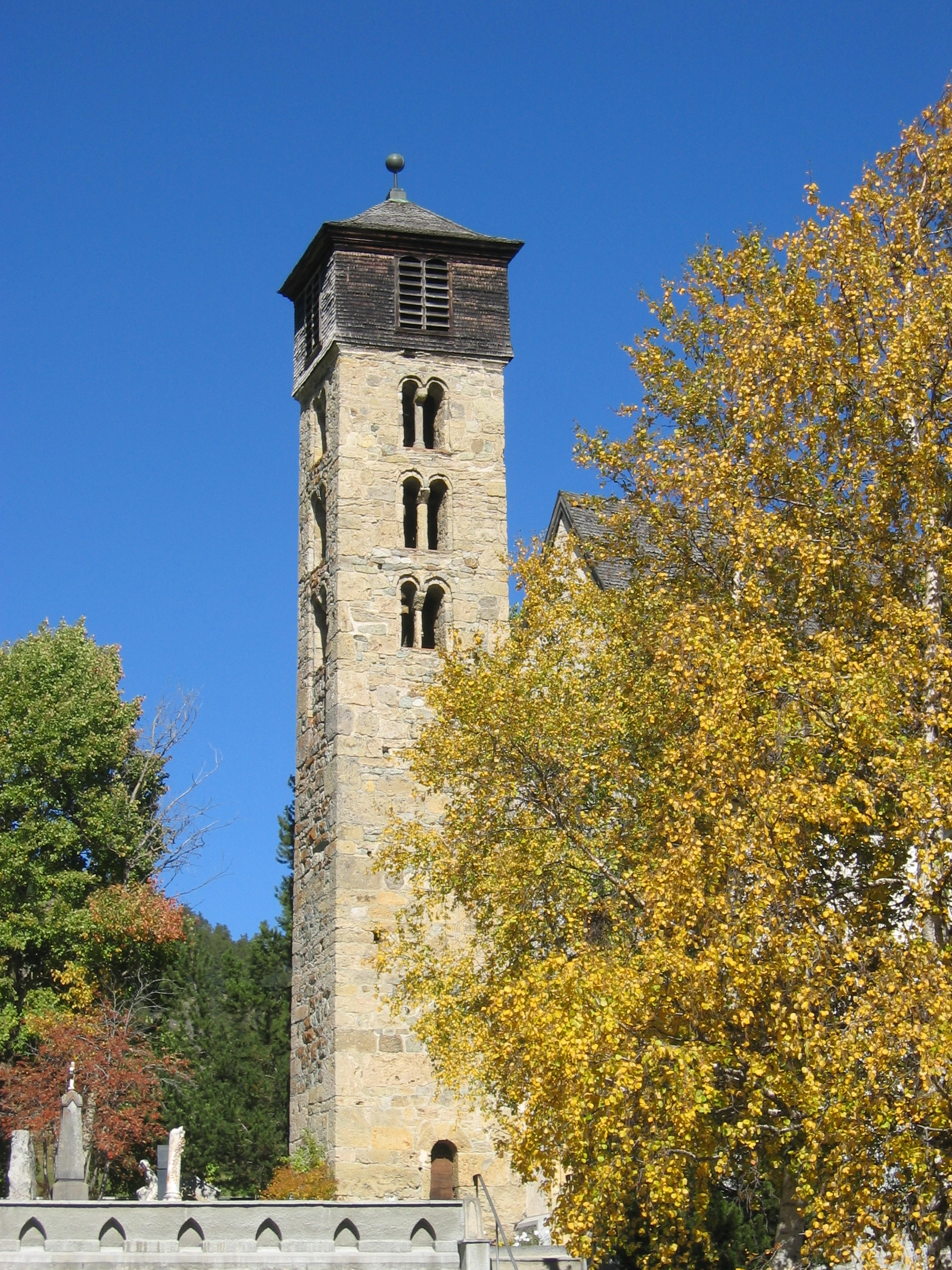
Kirchturm
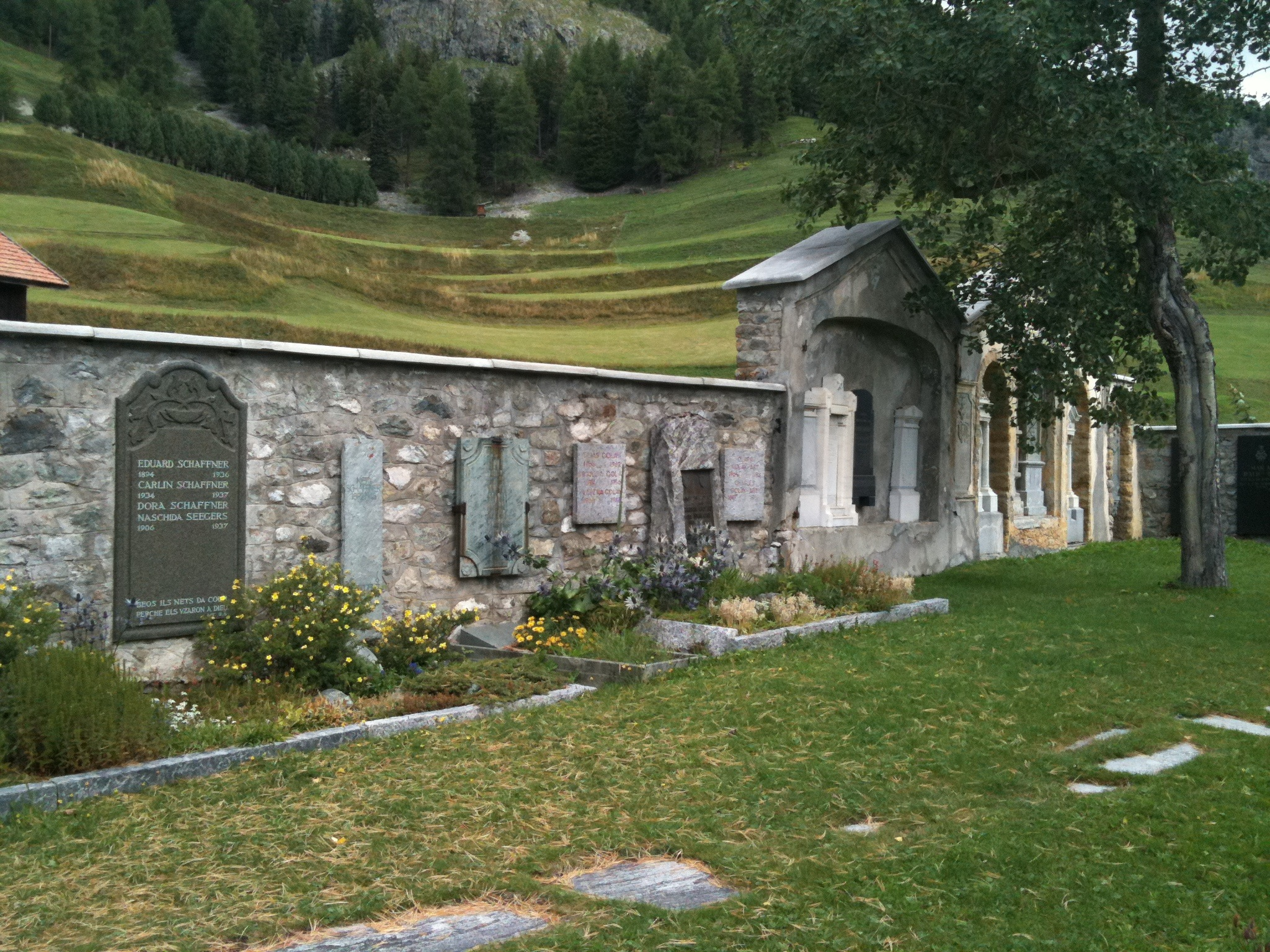
Epitaphe bedeutender Geschlechter auf dem Friedhof
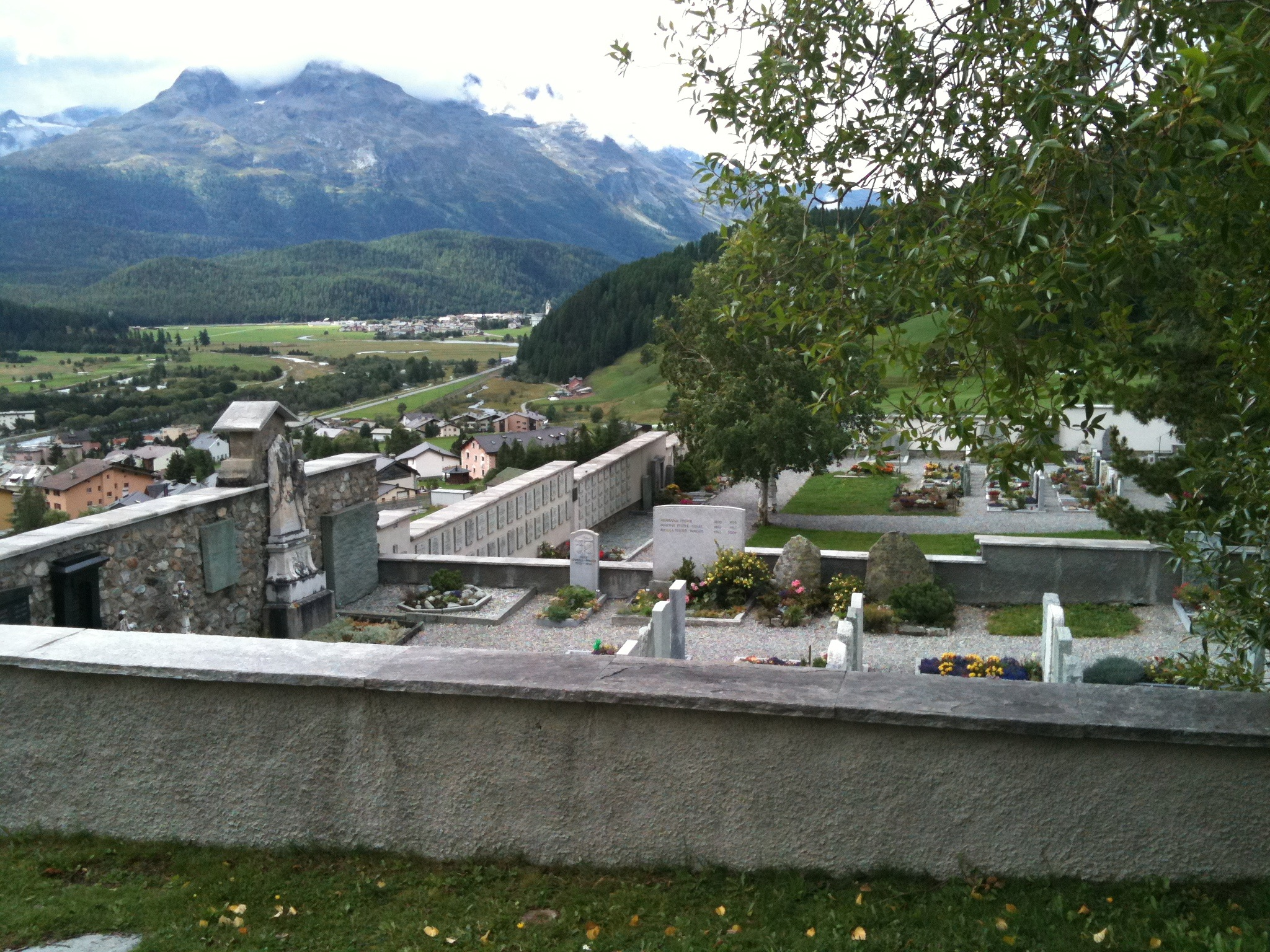
Unterer Teil des Friedhofs